# 코아시아CM
주식회사 코아시아CM(영어: CoAsia CM)은 대한민국의 카메라모듈 및 렌즈 제조 기업으로, 본사는 경기도 화성시 동탄첨단산업1로 27에 있다. 코아시아의 계열회사로 삼성전자 스마트폰, 태블릿PC 등에 탑재되는 카메라모듈(CCM)의 원자재를 조달, 연구개발(R&D)한다. 카메라모듈과 카메라모듈의 중요 부품인 광학렌즈가 결합된 국내 유일의 회사이다.

## 역사
2014년 5월 7일에 차바이오앤디오스텍에서 신설 법인으로 분할 설립되었으며, 동년 6월 22일에 코스닥 시장에 상장하였다.